# Once Upon a Christmas
Once Upon a Christmas è un album in studio natalizio collaborativo dei cantanti statunitensi Kenny Rogers e Dolly Parton, pubblicato il 29 ottobre 1984 dalla RCA Records.

## Tracce
1. I Believe in Santa Claus – 3:31
2. Winter Wonderland/Sleigh Ride – 3:44
3. Christmas Without You – 3:54
4. The Christmas Song – 3:25
5. A Christmas to Remember – 3:42
6. With Bells On – 2:44
7. Silent Night – 3:18
8. The Greatest Gift of All – 3:46
9. White Christmas – 3:06
10. Once Upon a Christmas – 4:25